# Nemo me impune lacessit

El Escudo real del Reino Unido utilizado en Escocia, con el lema de la Orden del Cardo, Nemo me impune lacessit.

La frase latina Nemo me impune lacessit (en inglés 'No one provokes me with impunity', traducido como 'Nadie me ataca impunemente') es el lema oficial del Reino de Escocia, usado en el Escudo de armas de Escocia. En la actualidad es el lema del monarca del Reino Unido cuando se encuentra en Escocia, y aparece también en el escudo de armas del Reino Unido cuando se emplea en Escocia. Una traducción más coloquial al idioma escocés es Wha daur meddle wi me?, que podría traducirse como '¿Quién se atreve a meterse conmigo?'. Esta frase es también el lema de la Orden del Cardo, orden de caballería escocesa; de los regimientos escoceses del Ejército Británico, del Regimiento Real de Escocia y de los Scots Guards o Guardias Escoceses. También era el lema de los antiguos regimientos denominados Royal Scots, Royal Highland Fusiliers y Black Watch. En Australia, este lema también es empleado por el Victorian Scottish Regiment, una compañía de infantería perteneciente al Royal Victoria Regiment. La frase aparece también en las monedas de una libra esterlina acuñadas entre 1984 y 1994 en Escocia, y es mencionada en el relato de Edgar Allan Poe titulado «El tonel de amontillado»; esto se debe probablemente a que Poe fue adoptado por un mercader escocés.

## Posible origen del lema
De acuerdo con la leyenda, el lema se refería inicialmente a la flor del cardo, símbolo de Escocia: durante un ataque sorpresa de los daneses, uno de los invasores pisó un cardo y emitió un grito de dolor, alertando así a los defensores de su presencia. Posteriormente, el lema se expandió a toda Escocia y a los regimientos militares escoceses, que adoptaron también el cardo como emblema.
Asimismo, esta planta es el símbolo de la ciudad francesa de Nancy, cuyo lema Non inultus premor ('No puedo ser tocado impunemente') recuerda al lema escocés.